# Nicola Sturgeon
Nicola Ferguson Sturgeon (ur. 19 lipca 1970 w Irvine) – szkocka polityk, liderka Szkockiej Partii Narodowej, Pierwsza Minister Szkocji w latach 2014–2023. Deputowana z okręgu Glasgow Southside.

## Kariera

### Młodość i edukacja
Urodziła się w Irvine w 1970 roku, jako córka pielęgniarki i elektryka. Dorastała w Prestwick i w Dreghorn. Ukończyła Dreghorn Primary School i Greenwood Academy. Kiedy jej nauczycielka języka angielskiego (członkini Partii Pracy) dowiedziała się, że Sturgeon jest niechętna wobec polityki prowadzonej przez Partię Konserwatywną, zachęciła ją do dołączenia do swojej partii. Sturgeon odmówiła i uznała, że ten moment zachęcił ją do wstąpienia do Szkockiej Partii Narodowej. W 1992 roku została absolwentką Uniwersytetu w Glasgow. W 1993 roku uzyskała dyplom w zakresie praktyki prawnej.
Tuż po uzyskaniu dyplomu, w 1993 roku została aplikantką w McClure Naismith, gdzie ukończyła staż w 1995 roku. W latach 1997–1999 pracowała w Drumchapel Law Centre.

### Kariera polityczna
W 1986 roku dołączyła do Szkockiej Partii Narodowej.
W 1992 i 1997 roku bezskutecznie startowała w wyborach do Parlamentu Szkockiego. Po raz pierwszy zdobyła mandat członkini szkockiego parlamentu w wyborach w roku 1999. W 2004 roku została wiceprzewodniczącą Szkockiej Partii Narodowej.
Po porażce zwolenników niepodległości w referendum niepodległościowym i dymisji dotychczasowego pierwszego ministra Szkocji, Alexa Salmonda została 14 listopada 2014 przywódczynią SNP, zapowiedziała wówczas kontynuację starań o niepodległość Szkocji, a 19 listopada parlament szkocki mianował ją premierem, jako pierwszą w historii kobietę.
W lutym 2023 podała się do dymisji, informując o pozostaniu na stanowisku do czasu wyboru jej następcy. 29 maja 2023 zastąpiona przez Humzę Yousafa na urzędzie pierwszego ministra.

## Poglądy polityczne

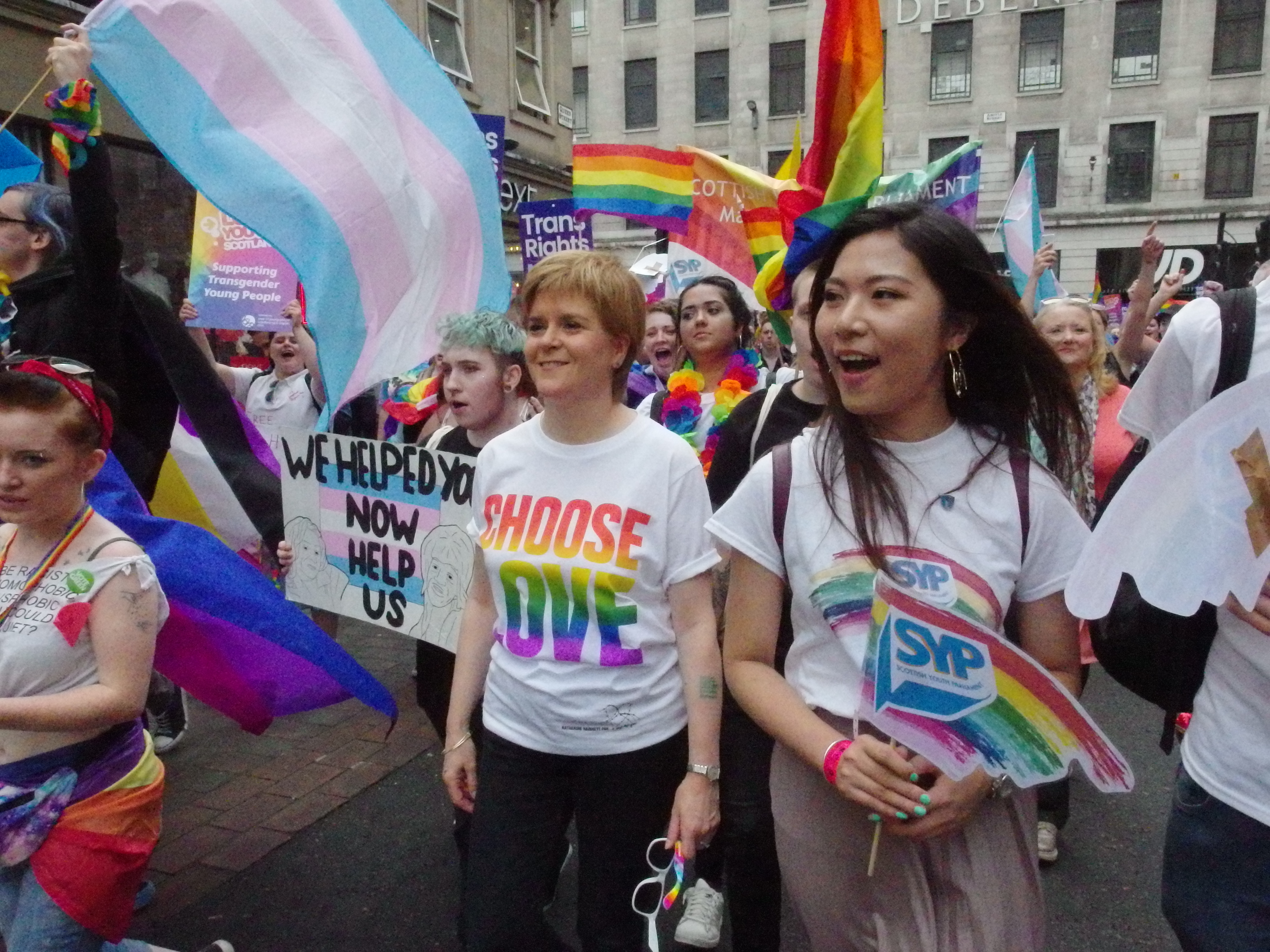
Nicola Sturgeon prowadząca marsz równości w Glasgow, 2018

Przez media jest uznawana jest za socjaldemokratkę. Jest przeciwniczką polityki zaciskania pasa oraz brytyjskiego programu nuklearnego. Jest feministką, popiera prawa kobiet oraz równość płci. W 2019 roku, po fali protestów szkolnych w obronie klimatu, zapowiedziała zmniejszenie emisji dwutlenku węgla do atmosfery. Popiera niepodległość Szkocji oraz jej dołączenie do Unii Europejskiej.

## Nagrody i odznaczenia
W 2008, 2012, 2014, 2015 i w 2019 roku uzyskała tytuł Szkockiej Polityk Roku. W 2016 roku znalazła się na liście 100 najpotężniejszych kobiet, zdobywając 50. miejsce (2. w Wielkiej Brytanii). W 2018 r. ponownie jej nazwisko znajdowało się na owej liście (tym razem była 45. na całym świecie oraz 2. w Wielkiej Brytanii). W 2015 roku program Woman's Hour uznał ją za najpotężniejszą i najbardziej wpływową kobietę w Zjednoczonym Królestwie.
W 2019 roku uzyskała M100 Media Award za ważny głos rozsądku w sprawie Brexitu.

## Życie prywatne
Mieszka w Glasgow ze swoim mężem Peterem Murrellem, politykiem Szkockiej Partii Narodowej.